# 10334 Gibbon
För andra betydelser, se Gibbon (olika betydelser).
10334 Gibbon eller 1991 PG5 är en asteroid i huvudbältet som upptäcktes den 3 augusti 1991 av den belgiske astronomen Eric W. Elst vid La Silla-observatoriet. Den är uppkallad efter den brittiske historikern Edward Gibbon.